# Orodesma monoflex
Orodesma monoflex là một loài bướm đêm trong họ Erebidae.